# Euphranta chrysopila
Euphranta chrysopila
 es una especie de insecto del género Euphranta de la familia Tephritidae del orden Diptera. 
Friedrich Georg Hendel la describió científicamente por primera vez en el año 1913.